# Scaphyglottis aurea
Scaphyglottis aurea är en orkidéart som först beskrevs av Heinrich Gustav Reichenbach, och fick sitt nu gällande namn av Ernesto Foldats. Scaphyglottis aurea ingår i släktet Scaphyglottis och familjen orkidéer. Inga underarter finns listade i Catalogue of Life.